# Ledegem
Ledegem är en kommun i Belgien.   Den ligger i provinsen Västflandern och regionen Flandern, i den västra delen av landet, 80 km väster om huvudstaden Bryssel. Antalet invånare är 9 574.
Trakten runt Ledegem består till största delen av jordbruksmark. Runt Ledegem är det mycket tätbefolkat, med 1 095 invånare per kvadratkilometer.